# TM 31-210 Improvised Munitions Handbook
Das TM 31-210 Improvised Munitions Handbook („Handbuch der Improvisierten Munition“) ist ein 256-seitiges technisches Handbuch der Armee der Vereinigten Staaten, das für die Spezialkräfte der Armee der Vereinigten Staaten bestimmt ist. Es wurde erstmals 1969 vom Department of the Army („Abteilung der Armee“) veröffentlicht. Wie viele andere amerikanische Militärhandbücher, die sich mit unkonventionellen Sprengkörpern (im englischen auch „Improvised Explosive Devices“ oder „IEDs“ genannt) und unkonventioneller Kriegsführung befassen, wurde es aufgrund von Bestimmungen wie dem Freedom of Information Act (FOIA) („Informationsfreiheitsgesetz“) deklassifiziert und für die Öffentlichkeit freigegeben und steht nun sowohl in elektronischer als auch in gedruckter Form zur Verfügung.
Das Handbuch beschreibt die Herstellung verschiedener Arten von Kampfmitteln aus leicht verfügbaren Materialien, aus Müllhaufen, üblichen Haushaltschemikalien und in normalen Geschäften gekauften Vorräten.
Das Handbuch ist eine der besten offiziellen Referenzen zur Herstellung von improvisierten Sprengkörpern (IEDs), und einige der darin beschriebenen Waffen wurden von ausländischen Truppen gegen amerikanische Truppen eingesetzt.

## Abschnitte
Das Handbuch des TM 31-210 besteht aus sieben Hauptabschnitten:
- Sprengstoffe und Treibmittel (einschließlich Zünder)
- Minen und Granaten
- Kleinwaffen und Munition
- Mörser und Raketen
- Brandsätze
- Zündschnüre, Sprengzünder und Zeitzünder
- Verschiedenes

Die Abschnitt Verschiedenes befasst sich mit der Herstellung verschiedener Arten von Auslösemechanismen (Druck, Druckentlastung, Zug usw.), einer behelfsmäßigen Präzisionswaage, elektrischen Batterien, behelfsmäßigen kugelsicheren Barrikaden und mehr. Das Handbuch endet mit zwei Anhängen, die kurz auf die Eigenschaften einiger Primär- und Sekundärsprengstoffe eingehen.

## Popkultur
Das TM 31-210-Handbuch erschien 1995 als „Easter egg“ im CGI-Animationsfilm Toy Story. In der Szene, in der Woody in Sids Schlafzimmer unter einer blauen Plastikbox gefangen ist, kann man hinter ihm ein Dokument mit dem Titel „TM 31-210 Improvised Interrogation Handbook“ („Improvisiertes Verhörhandbuch“) sehen, ein klarer Hinweis auf das eigentliche Dokument.